# Marie Aubinais
 (juin 2024).
Marie Aubinais est une journaliste française, auteur de presse et d’édition jeunesse, née le 23 mai 1960 à Nantes,. 

## Biographie
Marie Aubinais fait partie de l’équipe de rédaction du magazine Pomme d’Api du groupe Bayard pendant plus de trente ans. Elle travaille également pour les magazines de la maison d'édition Fleurus.
Spécialiste de la petite enfance, elle est l’auteure attitrée des histoires Petit Ours Brun à partir de 1984, après qu'elle a succédé à sa créatrice Claude Lebrun. Elle travaille par ailleurs pour différentes maisons d’édition jeunesse, et signe notamment la collection des « Grandes questions des tout-petits » chez Bayard éditions.
Elle s'établit comme journaliste indépendante, ce qui lui permet de travailler pour les groupes de presse parisiens depuis son domicile en Anjou.

### Édition
- Les Bibliothèques de rue, quand est-ce que vous ouvrez dehors ?, Bayard éditions, Quart-Monde, 2010

### Édition Jeunesse
- Petit Ours Brun (environ 400 histoires), Bayard, depuis 1984

### Auteur
- Les Questions des tout petits sur la mort, Dankerleroux et Annouck Ricard (illustrateurs), Bayard Jeunesse
- Les Questions des tout petits sur Dieu, Nicolas Estienne et Annouck Ricard (illustrateurs), Bayard Jeunesse
- Les Questions des tout petits sur l’amour, Amélie Dufour, et Annouck Ricard (illustrateurs), Bayard Jeunesse
- Les Questions des tout-petits sur les méchants, Elsa Fouquier, Annouck Ricard (illustrateurs), Bayard Jeunesse
- Les Questions des tout petits sur les religions, avec Martine Laffon Charlotte des Ligneris et Annouck Ricard (illustrateurs), Bayard Jeunesse
- Série « À la queue leu leu » (Nathan) La Jungle, La Ferme, Les Oiseaux, La Mer, 1996
- Les Machins qui roulent (Larousse) sous la direction d’Agnès Rosenstiehl, 1992

Collectif
- Gaston, le petit garçon qui n’arrêtait pas de poser des questions, Bayard Jeunesse
- Les Grandes Questions des tout petits, Bayard Jeunesse